# Carlos Orrantía
Carlos Emilio „Charal” Orrantía Treviño (ur. 1 lutego 1991 w mieście Meksyk) – meksykański piłkarz występujący na pozycji prawego obrońcy, prawego pomocnika lub prawego skrzydłowego, od 2025 roku zawodnik Atlasu.

## Kariera klubowa
Orrantía pochodzi ze stołecznego miasta Meksyk i jest wychowankiem akademii juniorskiej tamtejszego klubu Pumas UNAM. Do pierwszej drużyny został włączony jako osiemnastolatek przez szkoleniowca Ricardo Ferrettiego, pierwszy mecz rozgrywając w niej w sierpniu 2009 z gwatemalskim Comunicaciones (1:0) w ramach rozgrywek Ligi Mistrzów CONCACAF. W meksykańskiej Primera División zadebiutował jednak dopiero 25 kwietnia 2010 w przegranym 0:2 spotkaniu z Indios. Premierowego gola w najwyższej klasie rozgrywkowej strzelił 6 lutego 2011 w wygranej 1:0 konfrontacji z Pueblą i w tym samym, wiosennym sezonie Clausura 2011 zdobył z Pumas swój pierwszy tytuł mistrza Meksyku, pozostając jednak wyłącznie rezerwowym ekipy prowadzonej przez Guillermo Vázqueza. Nie potrafiąc wywalczyć sobie pewnego miejsca w formacji ofensywnej, w styczniu 2014 udał się na roczne wypożyczenie do Deportivo Toluca. Tam w 2014 roku dotarł do finału rozgrywek Ligi Mistrzów CONCACAF, jednak również pełnił głównie rolę rezerwowego.
Wiosną 2015 Orrantía został zawodnikiem zespołu Santos Laguna z siedzibą w Torreón; tam już w pierwszym sezonie Clausura 2015 wywalczył drugie w swojej karierze mistrzostwo Meksyku, będąc głębokim rezerwowym ekipy. W tym samym roku zdobył również z Santosem Laguna superpuchar Meksyku – Campeón de Campeones, jednak wobec sporadycznych występów, w styczniu 2016 został wypożyczony do ekipy Puebla FC.

## Kariera reprezentacyjna
W marcu 2011 Orrantía został powołany przez szkoleniowca Juana Carlosa Cháveza do reprezentacji Meksyku U-20 na Mistrzostwa Ameryki Północnej U-20. Na gwatemalskich boiskach pełnił rolę podstawowego zawodnika swojej kadry, rozgrywając cztery z pięciu możliwych spotkań i zdobył gola w finale z Kostaryką (3:1), po którym jego drużyna triumfowała w turnieju. Trzy miesiące później został powołany na prestiżowy towarzyski Turniej w Tulonie, podczas którego wystąpił we wszystkich pięciu meczach i wpisał się na listę strzelców w pojedynku z Węgrami (2:0). Jego zespół odpadł natomiast w półfinale i zajął ostatecznie czwarte miejsce. W tym samym roku znalazł się w składzie na Mistrzostwa Świata U-20 w Kolumbii; tam również miał niepodważalne miejsce w wyjściowym składzie i wystąpił we wszystkich możliwych siedmiu meczach, z czego w sześciu w pierwszej jedenastce, będąc jednym z kluczowych graczy kadry. Zdobył również bramkę w konfrontacji 1/8 finału z Kamerunem (1:1, 3:0 k), zaś Meksykanie doszli wówczas aż do półfinału, odpadając w nim z późniejszym triumfatorem – Brazylią (0:2) i zajęli trzecie miejsce na młodzieżowym mundialu.
W październiku 2011 Orrantía znalazł się w ogłoszonej przez Luisa Fernando Tenę kadrze reprezentacji Meksyku U-23 na Igrzyska Panamerykańskie w Guadalajarze. Podczas tych rozgrywek pełnił jednak wyłącznie rolę rezerwowego; wystąpił w trzech z pięciu możliwych spotkań, we wszystkich wchodząc z ławki, natomiast Meksykanie, będący wówczas gospodarzami igrzysk, triumfowali w męskim turnieju piłkarskim, pokonując w finale Argentynę (1:0) i zdobyli złoty medal.
W lipcu 2011 Orrantía został awaryjnie powołany przez Luisa Fernando Tenę do rezerwowej reprezentacji startującej pod szyldem dorosłej kadry w turnieju Copa América, jako jeden z graczy mających zastąpić zdyskwalifikowanych kilka dni przed turniejem ośmiu piłkarzy tego zespołu. Podczas tych rozgrywek nie zanotował jednak żadnego występu, będąc wyłącznie rezerwowym, natomiast Meksykanie ponieśli na argentyńskich boiskach trzy porażki w trzech spotkaniach, odpadając z turnieju już w fazie grupowej.

## Statystyki kariery
| UNAM          | 2009–2010 | Meksyk | Liga MX | 1   | 0 | —  | — | LMC      | 4  | 0 | 5   | 0 |
| UNAM          | 2010–2011 | Meksyk | Liga MX | 21  | 2 | —  | — | —        | —  | — | 21  | 2 |
| UNAM          | 2011–2012 | Meksyk | Liga MX | 25  | 2 | —  | — | LMC      | 7  | 0 | 32  | 2 |
| UNAM          | 2012–2013 | Meksyk | Liga MX | 21  | 0 | 10 | 1 | —        | —  | — | 31  | 1 |
| UNAM          | 2013–2014 | Meksyk | Liga MX | 15  | 0 | 6  | 0 | —        | —  | — | 21  | 0 |
| Toluca        | 2013–2014 | Meksyk | Liga MX | 10  | 0 | —  | — | LMC      | 1  | 0 | 11  | 0 |
| Toluca        | 2014–2015 | Meksyk | Liga MX | 15  | 0 | 6  | 2 | —        | —  | — | 21  | 2 |
| Santos Laguna | 2014–2015 | Meksyk | Liga MX | 3   | 0 | 5  | 0 | —        | —  | — | 8   | 0 |
| Santos Laguna | 2015–2016 | Meksyk | Liga MX | 6   | 0 | 1  | 0 | LMC      | 1  | 0 | 8   | 0 |
| Puebla        | 2015–2016 | Meksyk | Liga MX | 8   | 0 | —  | — | CL       | 1  | 0 | 9   | 0 |
| Puebla        | 2016–2017 | Meksyk | Liga MX | 0   | 0 | 0  | 0 | —        | —  | — | 0   | 0 |
| Ogółem        | Ogółem    | Ogółem | Ogółem  | 125 | 4 | 28 | 3 | LMC + CL | 14 | 0 | 167 | 7 |

Legenda:
- LMC – Liga Mistrzów CONCACAF
- CL – Copa Libertadores